# 굿모닝, 나잇
《굿모닝, 나잇》(이탈리아어: Buongiorno, notte)은 이탈리아에서 제작된 마르코 벨로키오 감독의 2003년 드라마 영화이다. 루이지 로 카시오 등이 주연으로 출연하였고 마르코 벨로키오 등이 제작에 참여하였다. 붉은 여단의 알도 모로 납치 사건을 소재로 했다.

## 출연

### 주연
- 마야 산사 - 키아라 역
- 로베르토 에를리츠카 - 알도 모로 역
- 루이지 로 카시오 - 마리아노 역

### 조연
- 파올로 브리구그리아 - 엔초 역
- 피에르 조르조 벨로키오 - 에르네스토 역
- 조반니 칼카뇨 - 프리모 역

## 제작진
- 미술: 마르코 덴티치
- 의상: 세르조 발로
- 배역: 비어트리스 크루거